# 锯状北镖水蚤
锯状北镖水蚤（学名：Arctodiaptomus wierzejskii）为镖水蚤科北镖水蚤属的动物。分布于蒙古、俄罗斯、里海、保加利亚、西班牙、罗马尼亚、英国、德国、南斯科夫、突尼斯、阿尔及利亚以及中国大陆的河北、内蒙古等地，多栖息于长城以北草原地带的水坑、水沟或小型湖泊中。